# Таякіна Тетяна Олексіївна
Тетяна Олексіївна Таякіна (12 січня 1951, Київ — 9 грудня 2023, там само) — українська радянська артистка балету та педагогиня. Народна артистка Української РСР (1977). Народна артистка СРСР (1980). У 1989—2010 роках художня керівниця, потім директор Київського хореографічного училища.

## Біографія
Народилася 12 січна 1951 року у Києві в сім' водія та продавчині магазину передплатних видань. Почала займатися танцем у Палаці піонерів, потім вступила до Київського хореографічного училища, де навчалася у Галини Кирилової. Після випуску 1969 року була прийнята в балетну трупу Київського театру опери та балету імені Т. Шевченко, де танцювала до 1989 року.
1970 року в парі з Валерієм Ковтуном брала участь у Міжнародному конкурсі артистів балету у Варні та стала його лауреатом. 1973 року їх дует отримав другу премію та срібну медаль Міжнародного конкурсу артистів балету в Москві. Як провідна балерина гастролювала за кордоном. У 1977 отримала премію Анни Павлової, яка вручається паризькою Академією танцю.
1982 року закінчила Державний інститут театрального мистецтва імені А. В. Луначарського за спеціальністю «педагог-балетмейстер».

Могила Тетяни Таякіної та її чоловіка, Байкове кладовище

З 1989 по 1993 рік була художньою керівницею Київського хореографічного училища, а потім, по 2010 рік — директором цього навчального закладу.
Викладала в балетній студії Ochi International Ballet, Нагоя (Японія).
Померла на 73-му році життя 9 грудня 2023 року у Києві. Похована разом із родиною на Байковому кладовищі (ділянка № 49б, 50°25′3.11″ пн. ш. 30°30′2.73″ сх. д. / 50.4175306° пн. ш. 30.5007583° сх. д.).

### Сім'я
Була одружена з артистом балету та хореографом Валерієм Ковтуном. Їх син Кирило (1973—2020) також став танцюристом, викладав в училищі дуетний танець. Є два онуки.

## Партії
- Одетта-Оділлія — «Лебедине озеро» П. І. Чайковського
- Принцеса Аврора — «Спляча красуня» П. І. Чайковського
- Жизель — «Жизель» А. Адана[8]
- Кітрі — «Дон Кіхот» Л. Мінкуса
- Джульєтта — «Ромео та Джульєтта» С. С. Прокоф'єва
- Коппелія і Сванільда — «Коппелія» Л. Деліба[9]
- Никия — «Баядерка» Л. Мінкуса
- Сильфіда — «Сильфіда» Х. С. Левенскьольда, хореографія Серпень Бурнонвіля
- Анна — «Анна Кареніна» Р. Щедріна

## Відеографія
- 1979 — «Жизель» Адольфа Адана (спектакль Державного академічного театру опери та балету ім. Т. Шевченка, хореографія Жана Кораллі, Жюля Перро та Маріуса Петіпа в редакції Костянтина Сергєєва, диригент — О. Рябов, Альберт — Валерій Ковтун).

## Нагороди та премії
- Лауреатка Міжнародних конкурсів артистів балету у Варні (1970) та Москві (1973).
- Премія імені Анни Павлової французької Академії танцю, IV Міжнародний фестиваль танцю в Парижі (1977).
- Премія Ленінського комсомолу (1977)[10]
- Народна артистка Української РСР (1977).
- Народна артистка СРСР (1980).
- Державна премія УРСР імені Т. Г. Шевченка (1986)[11]